# Gorgorhynchus satoi
Gorgorhynchus satoi är en hakmaskart som först beskrevs av Morisita 1937.  Gorgorhynchus satoi ingår i släktet Gorgorhynchus och familjen Rhadinorhynchidae. Inga underarter finns listade i Catalogue of Life.